# Lights...Camera...Revolution!
Albums de Suicidal Tendencies
Controlled by Hatred/Feel Like Shit...Déjà Vu
(1989) The Art of Rebellion
(1992)
Singles
1. You Can't Bring Me Down
Sortie : 1990
2. Send Me Your Money
Sortie : 1990
3. Alone
Sortie : 1990
4. Lovely
Sortie : 1990

Lights...Camera...Revolution est le 5e album studio du groupe de crossover thrash californien Suicidal Tendencies. Il est sorti le 3 juillet 1990 sur le label Epic Records et a été produit par Mark Dobson et le groupe.

## Historique
Il est le premier album avec le bassiste Robert Trujillo et fut enregistré entre décembre 1989 et avril 1990 dans les studios Rumbo Recorders de Canoga Park et les studios Amigo de Hollywood.
Cet album fut nommé dans la catégorie Grammy Award de la meilleure prestation metal aux Grammy Awards de 1991. Il se hissa à la 101e place du Billboard 200 aux États-Unis et sera certifié disque d'or le 9 novembre 1994. En Europe, il se classa à la 59e place des charts britanniques. Le single Send Me Your Money, un pamphlet qui dénonce le télévangélisme, se classa à la 83e place au Royaume-Uni.
Il est le dernier album avec le batteur R.J. Herrera qui quitta le groupe peu avant l'enregistrement de l' album suivant.

## Liste des titres
| No  | Titre                    | Auteur                       | Durée |
| --- | ------------------------ | ---------------------------- | ----- |
| 1.  | You Can't Bring Me Down  | Mike Muir, Rocky George      | 5:50  |
| 2.  | Lost Again               | Muir, George                 | 5:16  |
| 3.  | Alone                    | Muir, Mike Clark             | 4:24  |
| 4.  | Lovely                   | Muir, Clark, Robert Trujillo | 3:45  |
| 5.  | Give It Revolution       | Muir, Clark, R.J. Herrera    | 4:22  |
| 6.  | Get Whacked              | Muir, Clark                  | 4:23  |
| 7.  | Send Me Your Money       | Muir                         | 3:24  |
| 8.  | Emotion No. 13           | Muir, George                 | 3:43  |
| 9.  | Disco's Out, Murder's In | Muir, Clark, Herrera         | 3:07  |
| 10. | Go'n Breakdown           | Muir, Clark                  | 4:39  |

## Composition du groupe
- Mike Muir: chants
- Rocky George: guitare solo, chœurs
- Mike Clark: guitare rythmique, chœurs
- Robert Trujillo: basse, chœurs
- R.J. Herrera: batterie

## Charts et certifications

### Album
Charts
| Pays                          | Durée du classement | Meilleur classement | Date              |
| ----------------------------- | ------------------- | ------------------- | ----------------- |
| États-Unis (Billboard 200)    | 15 semaines         | 101e                | 15 septembre 1990 |
| Royaume-Uni (UK Albums Chart) | 1 semaine           | 59e                 | 21 juillet 1990   |

Certification
| Pays       | Certification | Ventes    | Date            |
| ---------- | ------------- | --------- | --------------- |
| États-Unis | Or            | 500 000 + | 9 novembre 1994 |

### Single
Charts
| Single             | Chart            | durée du classement | Position | Date            |
| ------------------ | ---------------- | ------------------- | -------- | --------------- |
| Send Me Your Money | UK Singles Chart | 2 semaines          | 83e      | 21 octobre 1990 |